# Каневщина (Полтавская область)
Каневщина (укр. Канівщина) — село, Погребовский сельский совет, Глобинский район, Полтавская область, Украина.
Код КОАТУУ — 5320686802. Население по переписи 2001 года составляло 113 человек.
Село указано на трехверстовке Полтавской области. Военно-топографическая карта.1869 года как хутор Стряпчевка.

## Географическое положение
Село Каневщина находится в 2-х км от левого берега реки Сухой Кагамлык. На расстоянии в 1 км расположено село Погребы. На реке большая запруда. Рядом проходит железная дорога, станция Рублёвка.